# Alto Médio Gurguéia
Alto Médio Gurguéia is een van de 15 microregio's van de Braziliaanse deelstaat Piauí. Zij ligt in de mesoregio Sudoeste Piauiense en grenst aan de microregio's Alto Parnaíba Piauiense, Bertolínia, Chapadas do Extremo Sul Piauiense, Barreiras (BA), Gerais de Balsas (MA), Jalapão (TO) en São Raimundo Nonato. De microregio heeft een oppervlakte van ca. 27.609 km². In 2006 werd het inwoneraantal geschat op 82.756.
Elf gemeenten behoren tot deze microregio:
- Alvorada do Gurguéia
- Barreiras do Piauí
- Bom Jesus
- Cristino Castro
- Currais
- Gilbués
- Monte Alegre do Piauí
- Palmeira do Piauí
- Redenção do Gurguéia
- São Gonçalo do Gurguéia
- Santa Luz

Mesoregio's: Centro-Norte Piauiense · Norte Piauiense · Sudeste Piauiense · Sudoeste Piauiense

Microregio's: Alto Médio Canindé · Alto Médio Gurguéia · Alto Parnaíba Piauiense · Baixo Parnaíba Piauiense · Bertolínia · Campo Maior · Chapadas do Extremo Sul Piauiense · Floriano · Litoral Piauiense · Médio Parnaíba Piauiense · Picos · Pio IX · São Raimundo Nonato · Teresina · Valença do Piauí